# Лянь Цзюньцзе
Лянь Цзюньцзе́ (кит. упр. 练俊杰, пиньинь Liàn Jùnjié; род. 3 ноября 2000, Учжоу, Гуанси-Чжуанский автономный район) — китайский прыгун в воду, Олимпийский чемпион 2024 года и пятикратный чемпион мира, член сборной Китая по прыжкам в воду.

## Биография
Лянь Цзюньцзе родился в 2000 году в Учжоу (Гуанси-Чжуанский автономный район).
В 2017 году стал чемпионом мира в синхронных прыжках с 10-м вышки в миксте в паре с Сы Яцзе.
На юношеских Олимпийских играх в Аргентине в 2018 году он сумел завоевать две серебряные медали, добившись высокого результата в соревнованиях на 10-м вышке и в смешанном командном турнире.
На чемпионате мира в Южной Корее пара Сы Яцзе и Лян Цзюньцзе вновь завоевали чемпионский титул в синхронных прыжках в миксте на 10-метровой вышке.